# Silene salamandra
Silene salamandra är en nejlikväxtart som beskrevs av Renato Pampanini. Silene salamandra ingår i släktet glimmar, och familjen nejlikväxter. Inga underarter finns listade i Catalogue of Life.